# Ça va barder
Pour plus de détails, voir Fiche technique et Distribution.
Ça va barder est un film franco-italien réalisé par John Berry et sorti en 1955. 

## Synopsis
L'aventurier Johnny Jordan travaille pour l'importateur Moreno qui a des problèmes avec des voleurs parmi ses collaborateurs. Jordan découvre que le directeur Sammy Kern trahit son patron en utilisant les bateaux de Moreno pour faire du trafic d'armes.

## Fiche technique
- Titre italien : Silenzio... si spara!
- Réalisation : John Berry, assisté de Jacques Nahum
- Dialogues : Jacques-Laurent Bost
- Décors : Maurice Colasson
- Photocopie : Jacques Lemare
- Photographe de Plateau : Léo Mirkine
- Musique : Jeff Davis
- Montage : Marinette Cadix
- Son : Émile Lagarde
- Production : Société nouvelle des films Dispa, Taurus film et D.A. Medioni
- Pellicule 35 mm, noir et blanc
- Pays d'origine :  France ;  Italie
- Durée : 90 minutes
- Date de sortie : 30 mars 1955, Paris
- Affiche : Georges Kerfyser (France)

## Distribution
- Eddie Constantine : Johnny Jordan
- May Britt : Gina Diego
- Monique van Vooren : Irène
- Irène Galter : Boubica
- Roger Saget : Moreno
- Jean Danet : Diego
- Jean Carmet : Alvarez
- Gérard Hoffmann : Donald Lopez
- Clément Harari : Sammy Kern
- Lyla Rocco : Flora
- Évelyne Rey : Évelyne
- John Berry : Lopez
- Jacques Marin : Le commissaire
- Jess Hahn : un matelot américain
- Pierre Brice : non crédité